# 通武廊市域铁路
通武廊市域铁路又称通武廊轻轨，官方目前暂称之为天津中心城区经武清、廊坊，到北京的市域（郊）铁路，天津段又称津武线，是一条规划中的线路。线路全长约90千米，总投资约300亿元。目前已被国家发展改革委与交通运输部纳入京津冀协同发展交通一体化规划。线路于北辰科技园北站接驳天津地铁5号线，向北經武清、廊坊后，在亦庄东站与北京地鐵相連，實行“軌道建制、公交出行”的方式，時速不超過160公裡。

## 建设历史
2020年6月，天津市武清区发展和改革委员会 武清区市域铁路详细规划项目 (项目编号:WQCG2020-399)成交公告，天津市武清区发展和改革委员会 武清区市域铁路交通接驳规划项目 (项目编号:WQCG2020-400)中标公告，天津市武清区发展和改革委员会 武清区市域（郊）铁路工程可行性研究相关专题报告编制项目 (项目编号:WQCG2020-401)中标公告发布。
2020年9月，通武廊市域铁路过程稿公布。通武廊市域铁路南起天津市北辰区北辰科技园北站，北至北京通州区亦庄东站。线路全长约90km，其中天津境内约55km，廊坊境内8km，北京境内27km。规划设车站9座，其中天津境内6座，廊坊境内1座，北京境内2座。工程总投资约300亿元。
2020年11月13日，通武廊轨道交通工程建设有限公司正式成立。
2020年12月4日，天津市规划和自然资源局公布《天津市市域（郊）铁路专项规划（2019-2035年）》。本线在专项规划中名为津武线。

## 车站[2]
| 通武廊市域铁路 |             |               |                                               |              |                |          |
| 站名           | 里程 （km） | 站间距 （km） | 轨道换乘                                      | 行政区       | 开通日期       | 站场规模 |
| 北辰科技园北站 | 0           | -             | 天津地铁5号线                                 | 天津市北辰区 | 2019年 1月31日 | 1台2线   |
| 南湖站         | 未知        | 未知          | 不適用                                        | 天津市武清区 | 未知           | 未知     |
| 翠亨路站       | 未知        | 未知          | 不適用                                        | 天津市武清区 | 未知           | 未知     |
| 南蔡村站       | 未知        | 未知          | 不適用                                        | 天津市武清区 | 未知           | 未知     |
| 城关镇站       | 未知        | 未知          | 不適用                                        | 天津市武清区 | 未知           | 未知     |
| 大王古庄站     | 未知        | 未知          | 不適用                                        | 天津市武清区 | 未知           | 未知     |
| 廊坊开发区站   | 未知        | 未知          | 不適用                                        | 河北省廊坊市 | 未知           | 未知     |
| 采育站         | 未知        | 未知          | 城际铁路联络线                                | 北京市大兴区 | 未知           | 未知     |
| 亦庄东站       | 未知        | 未知          | █ 北京地铁17号线（规划南延段） 城际铁路联络线 | 北京市通州区 | 未知           | 未知     |